# Full Spectrum Warrior
Full Spectrum Warrior é um jogo de táticas em tempo real desenvolvido pelo Pandemic Studios e publicado pela THQ para Xbox, Windows e PlayStation 2.
O título é uma referência ao programa de treinamento do exército para tornar os soldados mais flexíveis e adaptáveis a uma ampla gama de cenários operacionais. O jogo foi originalmente desenvolvido para servir de apoio no treinamento do exército americano, o qual também desenvolveu Full Spectrum Command destinado ao treinamento dos oficiais de alta patente. Psicólogos adaptaram o jogo para ajudar veteranos do Iraque a superarem o transtorno de estresse pós-traumático. A partir de 29 de setembro de 2008 o jogo passou a ser distribuído gratuitamente sob o patrocínio do Exército.